# Fumana paphlagonica
Fumana paphlagonica là một loài thực vật có hoa trong họ Nham mân khôi. Loài này được Bornm. & Janch. mô tả khoa học đầu tiên năm 1908.